# Mirosław Waluś
Mirosław Waluś (ur. 1956, zm. 2017) – polski nauczyciel i samorządowiec, wieloletni burmistrz Krobi.

## Życiorys
Był absolwentem studiów matematycznych na Uniwersytecie im. Adama Mickiewicza w Poznaniu. W lipcu 1978 osiadł w Krobi i podjął pracę nauczyciela. Związany był między innymi ze szkołami podstawowymi w Sułkowicach oraz Krobi, a także Zespołem Szkoły Podstawowej i Gimnazjum w Krobi. W okresie PRL, w latach 1978–1989 był działaczem podziemnych struktur opozycyjnych jako koloporter prasy tzw. drugiego obiegu. W latach 1989–1990 był przewodniczącym Gminnego Komitetu Obywatelskiego „Solidarność” w Krobi i członkiem władz KO „Solidarność” w województwie leszczyńskim. Po transformacji systemowej w Polsce zaangażował się w pracę samorządową i 19 czerwca 1990 został wybrany burmistrzem gminy i miasta w Krobi sprawując ten urząd trzykrotnie do pierwszych bezpośrednich wyborów samorządowych w 2002, kiedy został wybrany na czwartą kadencję burmistrzem  gminy i miasta w Krobi. Był również trzykrotnie wybierany radnym gminy i miasta w Krobi, zaś w latach 2006–2010 sprawował także mandat radnego powiatu gostyńskiego. W latach 2006–2012 był pełnomocnikiem powiatowym partii Prawo i Sprawiedliwość w powiecie gostyńskim. W 2016 roku został wyróżniony tytułem „Zasłużony dla Gminy Krobia”.

## Wybrane odznaczenia
- Medal „Pro Memoria”[2]